# Contrôle du direct

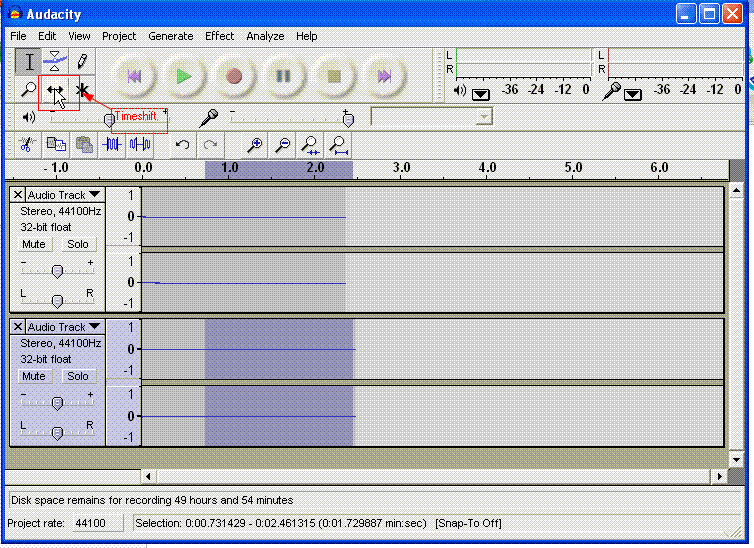
Exemple de "time-shifting" sur le logiciel Audacity

Le contrôle du direct, ou timeshifting (de l'anglais time shifting, ou décalage temporel), est un procédé de gestion d'enregistrement vidéo et audio sur un support de stockage numérique permettant de visionner ou de retrouver un élément temporel venant d'être enregistré ou plus spécifiquement un programme télévisé avec un léger différé. La technique s'applique également à des émissions de radio via des podcasts.

## Histoire
Le terme « time-shifting » est employé pour la première fois dans les foyers américains et japonais en 1976 quand Sony commercialise son enregistreur vidéo Betamax. Une plainte est déposée la même année par Universal Studios contre Sony, Universal alléguant que l'enregistrement de programmes constituait une « violation de copyright ». En janvier 1984, après plusieurs appels, la Cour suprême des États-Unis se prononce en faveur de Sony ; la cour jugeant que l'usage du time-shifting ne constitue pas un préjudice important de la part des particuliers envers les titulaires de droits d’auteur (fair use). Le but était de simplement enregistrer une émission de télévision en direct pour pouvoir la visionner ultérieurement.
Vingt ans plus tard, le timeshifting revient grâce au DVD-RAM. L'une de ses spécifications indique qu'il est possible de lire un fichier alors qu'il est encore en cours d’enregistrement sur le disque. En 1998, les premières platines vidéo DVD-RAM sont dans le commerce, mais le succès n'est pas immédiat à cause de la rareté et du tarif des médias vierges.
En 2000, apparaît TiVo aux USA en association avec le service de télévision Time Warner Cable. Premier décodeur TV grand public incluant un disque dur, il s’est imposé comme la référence des enregistreurs vidéo. Son succès est basé sur un guide des programmes avec une bonne ergonomie, sur des programmations journalières ou hebdomadaires précises, sur une capacité d’enregistrement jamais atteinte, et surtout sur le contrôle du direct « moderne ».
Au Portugal et en Espagne, le service "Derniers 7 jours" est devenu une norme, tous les opérateurs l'ayant intégrés,,.
En France, Canal+ et Orange ont intégré le contrôle du direct sur certains décodeurs,.

## Télévision
Alors qu'auparavant, le timeshifting était fait avec un magnétoscope (VCR) et sa fonction « timer », dans lequel les programmes étaient enregistrés sur une bande vidéo. L'avènement de l'enregistreur vidéo numérique (DVR) a rendu le timeshifting plus facile, en utilisant un guide électronique des programmes et un enregistrement numérique sur disque dur, clé USB ou carte mémoire. Le point commun entre les magnétoscopes numériques et le PC étant le disque dur ; quasiment toutes les cartes tuner TV pour PC proposent également la fonctionnalité timeshifting. 

### Trois fonctionnalités
La fonction « contrôle du direct » permet de regarder une émission en léger différé par rapport à sa diffusion. On peut mettre un programme en pause puis relancer la lecture, comme si l'on regardait un DVD. Lorsque le bouton « Pause » est enclenché, l'image se fige, mais l'appareil commence à enregistrer la continuation de l'émission sur le support numérique. Au moment où la pause est arrêtée (bouton « Play »), la lecture de l'enregistrement débute mais l'appareil continue à enregistrer : on est alors en différé. Si on effectue une avance rapide, la lecture s'accélère jusqu'à atteindre la fin de l'enregistrement, la lecture reprend alors normalement en temps réel et on peut arrêter la fonction timeshifting (bouton « Stop »).
Outre la pause, le contrôle du direct permet d'être plus actif devant son poste de télévision. Ainsi, certains enregistreurs numériques sauvegardent automatiquement et en permanence la chaîne qu'on regarde. C'est le mode « Instant Replay ». Il est ainsi possible de naviguer à travers l'émission avec les touches retour puis avance rapide. Concrètement, lors d'un match de football, si une action est intéressante, un but par exemple, il est possible de revenir sur l'action, la re-visionner, faire des arrêts sur image, puis suivre de nouveau la suite du match avec un décalage. Comme pour la fonction pause, il suffit de faire une avance rapide pour retrouver le programme en direct. 
Le support numérique permet enfin la lecture pendant l'enregistrement, même lorsqu'il est programmé et avant sa fin : on peut commencer la lecture à n'importe quel moment alors que l'enregistrement continue. Les mêmes possibilités d'avance rapide citées précédemment sont accessibles. 

## Informatique
Présent en informatique, le décalage temporel est une fonctionnalité disponible dans certains systèmes d'exploitation pour la gestion et sauvegarde des fichiers (exemple : Mac OS X avec la fonction « Time machine »). Cette fonction de décalage temporel intègre certains modèles d'appareils audiovisuels tels qu'un DVDscope ou un terminal DSL intégrant un disque dur multimédias et un téléviseur haut de gamme disposant de cette fonctionnalité.
La technique de timeshifting a aussi été étendue à d'autres logiciels possédant des données temporelles. Par exemple les e-mails peuvent être mis sur pause et relus à vitesse variable grâce à des widgets visuels de contrôle similaires à ceux présents sur une télécommande.